# Madame X (1916)
Madame X é um filme de drama mudo dirigido por George F. Marion, baseado na peça de 1908 pelo dramaturgo francês Alexandre Bisson (1848–1912).

## Elenco
- Dorothy Donnelly - Jacqueline Floriot
- John Bowers - Monsieur Floriot
- Edwin Forsberg - Laroque (como Edwin Fosberg)
- Ralph Morgan - Raymond Floriot
- Robert Fischer - Merival
- Charles E. Bunnell - Perrissard (como Charles Bunnell)
- Gladys Coburn - Helene